# Rubén Berríos Martínez
Rubén Berríos Martínez (Aibonito, Puerto Rico, 21 de juny de 1939) és un polític, advocat i escriptor porto-riqueny; actual president del Partit Independentista Porto-riqueny (PIP) i president d'honor de la Internacional Socialista. Ha estat tres vegades senador, i candidat recurrent del PIP a governador de Puerto Rico durant tres dècades.
Va liderar les protestes de l'illa de Culebra contra la Marina dels Estats Units d'Amèrica pel seu ús militar. També és un líder per a la Causa de Vieques i va ser arrestat i empresonat per desobediència civil.

## Biografia
Rubén Berríos va néixer a Aibonito, Puerto Rico. Va assistir a l'escola secundària al Col·legi Sant Ignasi de Loiola (1957). Es va llicenciar en Administració d'Empreses i Economia a la Universitat de Georgetown el 1961, es va doctorar en Dret per la Universitat Yale i també per lUniversitat d'Oxford. Va fer un post-doctorat d'investigació a Suècia, la seva primera esposa era sueca i el seu fill Rubén va néixer a Estocolm. Ha estat professor titular de Dret a la Universitat de Puerto Rico des de 1967.

## Vida política
Quan tenia trenta-un anys, el 1970, va ser elegit president del Partit Independentista Porto-riqueny, partit membre de la Internacional Socialista. Sota el seu lideratge, el PIP ha adoptat un programa socialista democràtic. Tot i que ha tingut un èxit limitat a les eleccions per governador de Puerto Rico dels anys 1976, 1980, 1988, 2000 i 2004 (va perdre cada vegada sigui contra el candidat del Partit Popular Democràtic -PPD- o el del Partit Nou Progressista -PNP-), ha gaudit de gran èxit electoral en relació amb la seva candidatura al Senat de Puerto Rico que ha rebut més vots que qualsevol altre candidat a les eleccions de 1972, 1984, 1992 i 1996. Durant la seva presència al Senat va patrocinar la legislació que permet als empleats públics a unir-se a un sindicat, els drets de les dones, reformes universitàries, el medi ambient i la lluita contra el militarisme.
Defensa la independència de Puerto Rico contra la dominació dels Estats Units d'Amèrica. El 1971, va liderar un moviment de desobediència civil contra la Marina dels Estats Units a l'illa de Culebra. Per la seva acció política, amb altres dirigents del PPI, fou empresonat tres mesos. Va ser expulsat de la càtedra de la Facultat de Dret de la Universitat de Puerto Rico, decisió que fou anul·lada pels tribunals després de quatre anys de litigi. En aquest es va donar a conèixer un dels seus principis que el va fer famós: "violar la llei imperialista és complir amb la llei de la pàtria."